# 五味会
五味会（ごみかい）は、福島県喜多方市の酒造業界の青年会。昭和5年（1930年）に設立。｢こく｣のある酒としての味には、甘・酸・辛・苦・渋味という「五味」のあるところから、このような名がつけられた。醸造技術の向上や親睦をはかるため、若い同業者（酒造）の集いとして設立された。創立発起人は佐藤信八。
五味会は、同業者の組合組織とは別のものである。喜多方だけの酒造組合は、今はない。喜多方の各酒造は「福島県酒造協同組合（福島県酒造組合連合会）」に加入している。酒造組合では主に酒造の社長たちが集まって醸造技術の向上や親睦をはかるが、青年会では酒造業界の未来を担い立つ社長の息子たちが集い、組合のサポートなどで実際に動くことが多い。
酒造の組合としては、全国を束ねる「日本酒造組合中央会」、各地方の支部（東北では「日本酒造組合東北支部」）、各県の酒造組合（福島県では「福島県酒造協同組合」）、その下に各地域の酒造組合がある。
青年部においても組合に対応して全国、各地方、各県、各地域の青年会が存在する。福島県を例に取ると、「日本酒造青年協議会」の下に「東北青年清酒協議会」があり、またその下に「福島県醸友会」があり、さらにその下に「五味会」（喜多方市）や「美禄会」（会津若松市）、「むつみ会」（郡山市）などがある。
また「五味会」には、いわゆる婦人部として「五美会」が存在する。「五美会」には酒造の息子の妻たちが参加し、月に1回ほど茶話会を開く。